# Correia Picanço
José Correia Picanço, primeiro e único barão de Goiana com grandeza (Goiana, 10 de novembro de 1745 — Rio de Janeiro, 23 de janeiro de 1823), foi um médico luso-brasileiro, aclamado "Patriarca da Medicina Brasileira". Iniciou carreira em sua capitania natal, Pernambuco, e no ano de 1789 obteve o título de Doutor em Medicina pela Universidade de Paris. Foi nomeado Cirurgião–mor do Reino de Portugal, e criou as primeiras escolas de medicina do Brasil: a Faculdade de Medicina da Bahia e a Faculdade de Medicina do Rio de Janeiro.
Em 1821, antes da partida para Portugal, o Rei D. João VI concedeu-lhe o título de Barão de Goiana. Já após a independência do Brasil, em 1822, recebeu da monarquia brasileira honras de grandeza.
Em sua homenagem, a Sociedade Brasileira de História da Medicina instituiu a "Medalha José Correia Picanço", que premia nomes notórios da área médica.

## Biografia
Nascido na vila de Goiana, Pernambuco, filho de Francisco Correia Picanço e Joana do Rosário, conquistou o título de Officer de Santé e formou-se doutor em medicina pela Universidade de Paris. Foi depois lente da Universidade de Coimbra, em 1789.
Retornou ao Brasil com Dom João VI em 1807, obtendo deste autorização para criar o primeiro curso de medicina do Brasil, na Bahia, em 18 de fevereiro de 1808, onde foi professor.
Acompanhou o parto da Imperatriz Maria Leopoldina, do qual nasceu D. Maria da Glória, futura rainha de Portugal.
Casou com Catarina Brochot, na França, e foi pai do marechal José Correia Picanço e do desembargador Antônio Correia Picanço.
Foi pioneiro no uso de cadáveres humanos no ensino de Anatomia, e, em 1817, fez no Hospital Militar do Recife a primeira operação cesariana do Brasil.

## Títulos
- Licenciado em cirurgia pela Universidade de Coimbra;
- Officer de Santé e doutor em medicina pela Universidade de Paris;
- Professor de Anatomia em Coimbra;
- 1º Cirurgião da Real Câmara;
- Cirurgião-Mor do Reino;
- Membro da Real Academia de Ciências de Lisboa;
- Fidalgo da Casa Real e do Conselho de sua Majestade, em Portugal;
- Cavaleiro da Ordem de Cristo;
- Primeiro Barão de Goiana;
- Fundador do ensino médico no Brasil.

## Trabalho publicado
- Ensaios sobre os perigos das sepulturas dentro das cidades e nos seus contornos, Rio de Janeiro, 1812.